# Campeonato Pan-Americano de Handebol Feminino
O Campeonato Pan-Americano de Handebol Feminino é a principal competição oficial de seleções de handebol das Américas. Foi criado em 1986 e atualmente é realizado em período bienal, em anos ímpares, classificando as três melhores seleções do continente para o Campeonato Mundial de Handebol Feminino. Até o presente momento, foram realizadas quatorze edições e o número de países participantes tem variado nas últimas edições, entre dez e doze países.
O Brasil é o atual e maior vencedor do torneio, com dez títulos. Além desse, os Estados Unidos, com dois, o Canadá e a Argentina, com um cada, completam o grupo de países que venceram o campeonato. Outros países que se destacaram na competição são Cuba, o Uruguai, a República Dominicana, o Chile, a Groelândia e o Paraguai.

## Resultados
| 1986 Details | Novo Hamburgo         | Estados Unidos | Pontos Corridos     | Canadá         | Brasil               | Pontos Corridos        | Argentina            | 6  |
| 1989 Details | Colorado Springs      | Canadá         | Pontos Corridos     | Estados Unidos | Brasil               | Pontos Corridos        | México               | 4  |
| 1991 Details | Maringá               | Estados Unidos | Pontos Corridos     | Canadá         | Brasil               | Pontos Corridos        | Argentina            | 7  |
| 1997 Details | Poços de Caldas       | Brasil         | 21–17               | Canadá         | Uruguai              | 19–14                  | Argentina            | 6  |
| 1999 Details | Buenos Aires          | Brasil         | Pontos Corridos     | Cuba           | Argentina            | Pontos Corridos        | Uruguai              | 6  |
| 2000 Details | Aracaju               | Brasil         | Pontos Corridos     | Uruguai        | Groelândia           | Pontos Corridos        | Argentina            | 6  |
| 2003 Details | São Bernardo do Campo | Brasil         | 39–12               | Argentina      | Uruguai              | 21–14                  | Estados Unidos       | 7  |
| 2005 Details | São Bernardo do Campo | Brasil         | Pontos Corridos     | Argentina      | Uruguai              | Pontos Corridos        | Canadá               | 6  |
| 2007 Details | Santo Domingo         | Brasil         | 29–12               | Argentina      | República Dominicana | 25–24                  | Paraguai             | 8  |
| 2009 Details | Santiago              | Argentina      | 26–25 (Prorrogação) | Brasil         | Chile                | 34–30 (2ª Prorrogação) | República Dominicana | 7  |
| 2011 Details | São Bernardo do Campo | Brasil         | 35–16               | Argentina      | Cuba                 | 37–27                  | Uruguai              | 8  |
| 2013 Details | Santo Domingo         | Brasil         | 38–15               | Argentina      | República Dominicana | 28–19                  | Paraguai             | 10 |
| 2015 Details | Havana                | Brasil         | 26–22               | Cuba           | Argentina            | 33–16                  | Porto Rico           | 12 |
| 2017 Details | Villa Ballester       | Brasil         | 38–20               | Argentina      | Paraguai             | 24–22                  | Uruguai              | 10 |

## Quadro de Medalhas
| Ordem | País                 | Medalha de ouro | Medalha de prata | Medalha de bronze | Total |
| ----- | -------------------- | --------------- | ---------------- | ----------------- | ----- |
| 1     | Brasil               | 10              | 1                | 3                 | 14    |
| 2     | Estados Unidos       | 2               | 1                | 0                 | 3     |
| 3     | Argentina            | 1               | 6                | 2                 | 9     |
| 4     | Canadá               | 1               | 3                | 0                 | 4     |
| 5     | Cuba                 | 0               | 2                | 1                 | 3     |
| 6     | Uruguai              | 0               | 1                | 3                 | 4     |
| 7     | República Dominicana | 0               | 0                | 2                 | 2     |
| 8     | Chile                | 0               | 0                | 1                 | 1     |
| 8     | Groelândia           | 0               | 0                | 1                 | 1     |
| 8     | Paraguai             | 0               | 0                | 1                 | 1     |